# Стадник Лариса Миколаївна
Лариса Стадник (нар. 22 грудня 1986, смт Донецьке, Луганська область, Україна) — художниця, графік.

## Біографія
Стадник Лариса Миколаївна 22 грудня 1986 року у смт Донецьке Луганської області. У сім'ї, батько — шахтар, мама — інженер хімічної промисловості, завжди панувала творча атмосфера. Тато захоплювався літературою та музикою, мама виготовляла оригінальні текстильні ляльки, а бабця займалась вишивкою.
Лариса з дитячих років тяжіла до малювання і паралельно з навчанням у звичайній школі відвідувала місцеву школу мистецтв. Дівчина прагнула стати професійною художницею, і у 2002 році переїхала до Харкова, де закінчила Харківське Художнє Училище, а потім Харківську Державну Академію Дизайну і Мистецтв.

## Творчість
Традиційні візерунки та кольори з бабусиних виробів вплинули на подальшу творчість художниці. Картини, кераміка та інші арт-об'єкти Лариси Стадник вирізняються динамічністю зображення експресивним поєднанням фарб, емоційною напругою та міфологічним відображенням буття людини.
Ще під час навчання Лариса Стадник співпрацювала, навчалася та обмінювалася досвідом із різними митцями з VM ArtStudio. Найвідомішими серед них є Артем Волокітін, Тетяна Маліновська та Ніна Мурашкіна. Вже декілька років навчається та переймає майстерність у культової української художниці-керамістки Жаннети Соловйової.
Після закінчення навчання 2012 Лариса Стадник із власним проектом «Моя Бабуся» виборола 3 місце у фестивалі NonStopMedia. Наразі Лариса Стадник є однією з яскравих представниць українського сучасного арту та постійною учасницею різноманітних виставок та бієналє. Її твори також знаходяться у приватних колекціях України, Франції, Німеччини, Туреччини.

## Освіта
- 2007—2011 Харківська державна академія дизайну і мистецтв, відділення монументального живопису, Харків, Україна
- 2002—2007 Харківське державне художнє училище, відділення образотворче мистецтво. Харків, Україна
- 1993—1999 Загальноосвітня школа № 21 сел. Донецький, Луганська область
- 1999—2002 Петропавлівська ЗОШ I—III ступеню.

## Персональні виставки
- 2013 Проект «Моя бабуся», галерея Дзиґа, Львів, Україна[3]
- 2011 Виставка «Снігурі і білки. Швидко і часто», галерея «Костюринський провулок», Харків, Україна
- 2010 Виставка «Квітучий сад», бібліотека Політехнічного Університету, Харків, Україна.

## Групові експозиції
- 2020 Виставка «Одного дня після…», Музей історії Києва, Київ, Україна[4][5]
- 2020 Бієналє «Бієнале Шептицький», Центр ім. митрополита Андрея Шептицького, Львів, Україна[6]
- 2020 Виставка «Out of Scope», IZONE, Центр гендерної культури, Київ, Україна[7]
- 2020 Виставка «АльбрехтДюрер: парафрази», Харківський художній музей, Харків, Україна[8][9]
- 2019 Виставка «Падаюча тінь „Мрії“ на сади Джардіні» українського павільйону на 58-ій Венеційській бієнале, Венеція, Італія
- 2018 Виставка «On the Top», Єрмілов Центр, Харків, Україна
- 2017 Виставка «Marry me! Виходь за мене», Музей історії Києва[10]
- 2016 Виставка «Ботаніка», галерея Лавра, Київ, Україна[11]
- 2015 Виставка «Woman Secret», KiyvArtContemporary, Мистецький Арсенал, Київ, Україна[12]
- 2015 Виставка «0 без палички», Єрмілов Центр, Харків, Україна[13]
- 2014 Фестиваль «Biryuchii Art Rezidence», симпозіум сучасного мистецтва, Бирючій острів, Україна[14]
- 2013 Фестиваль «Український Зріз. Лиман. 2013- II тріанале сучасного мистецтва України.» Люблін, Польща[15]
- 2013 Фестиваль «Дні квартирних виставок», Харків-Львів, Україна[16]
- 2012 Виставка-конкурс «МУХі», Київ, Україна[17]
- 2012 Виставка «Прямоходіння», Арт-підвал Муніципальна галерея, Харків, Україна.
- 2009 Різдвяний фестиваль «Трипілля», Харків, Україна.
- 2009 Фестиваль вуличного мистецтва «Street-ArtFest», Харків, Україна.
- 2009 Гагарін фест, Харків, Україна[18]
- 2008 Виставка «За коня потрібно платити», Будинок Актора, Харків, Україна.